# Sierra de la Calderina
La Sierra de la Calderina es una de las sierras más importantes de las que forman los Montes de Toledo. Está situada entre las provincias de Toledo y Ciudad Real comprendiendo desde aproximadamente Malagón hasta Puerto Lápice.
Su altura máxima son 1213 en el pico de Alamillo. De esta Sierra nacen Ríos como el Río Amarguillo o el Arroyo Valdehierro.
Sus picos más altos como se dice antes son:
- Alamillo de 1213 metros
- La Calderina, de 1208 metros
- Morrón Grande, de 1203 metros

La Sierra de la Calderina tan solo la atraviesan 2 carreteras, ambas contienen puertos, la más importante es la  N-401 , es la carretera de Madrid a Ciudad Real, y su puerto mide poco más de 1000 metros. La otra es local, (TO-3268/CR-200) y tiene 2 puertos, uno de unos 1100 metros y otro de unos 980, es el Puerto de Ciudad Real y de Los Santos.
A los pies de esta Sierra se va a construir la estructura más alta de Europa, en Fuente el Fresno, va a ser la Torre Solar de Fuente el Fresno de 750 metros de altura, partiendo desde otros 740 aproximadamente al nivel del mar, llegará a una altura superior a las montañas, por lo tanto podrá ser vista desde la cara norte. Y también en la cara sur está el Parque nacional de las Tablas de Daimiel, al norte se sitúan localidades famosas, sobre todo la turística ciudad de Consuegra.

## Serranías
Dentro de la Sierra de la Calderina se pueden encontrar las siguientes serranías:
- Sierra de la Virgen. Se encuentra en la provincia de Ciudad Real, allí se encuentra la mayor montaña de toda la sierra, el Pico Alamillo de 1213 metros.
- Sierra Luenga. Es una minúscula Sierra, por ella pasa el Puerto de Ciudad Real.
- Sierra Arando. Es el comienzo de la Sierra de la Caderina por la zona este, dado que a los pies de esta pequeñas serranía está la localidad manchega de Puerto Lápice. Los cerros de esta serranía no alcanzan tan siquiera los 900 metros.
- Sierra del Reventón. En esta Sierra se encuentra el primer puerto del recorrido del Puerto de Ciudad Real y de Los Santos en sentido sur, éste es el de Ciudad Real, el más alto, unos 1100 metros. La altura máxima de esta sierra son unos 1150 metros.
- Sierra Morrones. Aquí se encuentra el pico Morrón Grande.
- Sierra de la Cueva. Se puede decir que Alamillo también es parte de esta sierra.

## Ocio
Desde el año 1997, en el mes de abril o mayo, se celebra la ya casi mítica competición de "la subida a la calderina" en bicicleta de montaña, organizada por el ayuntamiento de urda https://web.archive.org/web/20170531105908/http://urda.es/ y por un grupo de voluntarios.

Se trata de una ruta de dificultad media-alta, con 70km de distancia, en la que los participantes pueden disfrutar con los constantes cambios de desnivel que se dan en esta zona montañosa, así como con los impresionantes paisajes que se descubren durante el recorrido que atraviesa Sierra Luenga, el duro puerto del reventón y finalmente llegada al pico de la calderina.

La competición en si, consiste en la ascensión al pico de la calderina, con un recorrido de 4,6km y 400 metros de desnivel.

Al finalizar la ruta se reponen fuerzas con una comida campera, en la que no faltan migas, caldereta, pipirranas y carnes a la brasa

video de la llegada a meta del año 2010:

http://www.youtube.com/watch?v=e7tArC--mBc

Video del trazado, grabado descendiendo:

http://www.youtube.com/watch?v=WAemHjfJK1M

- Datos: Q6127916